# 3332 Raksha
3332 Raksha este un asteroid din centura principală, descoperit pe 4 iulie 1978 de Liudmila Cernîh.